# Баллибрикен
Баллибрикен (англ. Ballybricken; ирл. Baile Uí Bhricín) — деревня в Ирландии, находится в графстве Лимерик (провинция Манстер).